# Miranda do Norte
Miranda do Norte är en kommun i Brasilien.   Den ligger i delstaten Maranhão, i den nordöstra delen av landet, 1 400 km norr om huvudstaden Brasília. Antalet invånare är 24 331.
Omgivningarna runt Miranda do Norte är huvudsakligen savann. Runt Miranda do Norte är det ganska glesbefolkat, med 27 invånare per kvadratkilometer.